# Copa Pan-Americana de Voleibol Feminino de 2017
O Copa Pan-Americana de Voleibol Feminino de 2017 foi a 16ª edição do torneio organizado pela União Pan-Americana de Voleibol (UPV), em parceria com a NORCECA e CSV, realizado no período de  17 - 25 de junho com as partidas realizadas na fase de classificação no Coliseo Eduardo Dibós e também no Coliseo Lolo Fernández, respectivamente nas cidades peruanas de Lima e  Cañete, que contou com a participação de doze países.
A Seleção Estadunidense conquistou seu quinto título na competição, isolando-se na liderança de conquistas ao vencer na final a Seleção Dominicana; e a levantadora do time campeão  Micha Hancock foi eleita a Melhor Jogadora de toda competição

## Seleções participantes
As seguintes seleções participaram da Copa Pan-Americana de Voleibol Feminino:
| Equipe               | Última participação |
| -------------------- | ------------------- |
| Peru                 | (Sede), 9º em 2016  |
| Argentina            | 5º em 2016          |
| Canadá               | 6 em 2016           |
| Chile                | 12º em 2011         |
| Colômbia             | 7º em 2016          |
| Cuba                 | 4º em 2016          |
| Estados Unidos       | 3º em 2016          |
| México               | 11º em 2016         |
| Porto Rico           | 2º em 2016          |
| República Dominicana | 1º em 2016          |
| Trinidad e Tobago    | 10º em 2016         |
| Venezuela            | 8º em 2016          |

## Formato da disputa
As doze seleções foram divididas proporcionalmente em Grupos A e B, em cada grupo as seleções se enfrentam entre si, e ao final dos confrontos a melhor equipe de cada grupo classifica-se automaticamente para as semifinais; já as segundas e terceiras posições disputaram as quartas de final (cruzamento olímpico).
As equipes posicionadas na quarta e quinta posição de cada grupo disputaram as classificações do quinto ao décimo lugares e as sextas colocadas disputaram a décima primeira colocação.
Os perdedores das quartas de final disputaram as classificações do sétimo ao décimo lugares, já os  vencedores das quartas de final disputaram as semifinais e destes confrontos as melhores equipes fizeram a final e os perdedores a disputa do bronze.

## Fase classificatória
Classificação

## Grupo A
|     |                |     | Jogos | Jogos | Jogos | Resultados | Resultados | Resultados | Resultados | Resultados | Resultados | Sets | Sets | Sets  | Pontos | Pontos | Pontos |
| Pos | Equipe         | Pts | T     | V     | D     | 3–0        | 3–1        | 3–2        | 2–3        | 1–3        | 0–3        | V    | P    | R     | V      | P      | R      |
| --- | -------------- | --- | ----- | ----- | ----- | ---------- | ---------- | ---------- | ---------- | ---------- | ---------- | ---- | ---- | ----- | ------ | ------ | ------ |
| 1   | Estados Unidos | 14  | 5     | 5     | 0     | 4          | 0          | 1          | 0          | 0          | 0          | 15   | 2    | 7.500 | 415    | 301    | 1.379  |
| 2   | Porto Rico     | 13  | 5     | 4     | 1     | 3          | 1          | 0          | 1          | 0          | 0          | 14   | 4    | 3.500 | 426    | 362    | 1.177  |
| 3   | Argentina      | 9   | 5     | 3     | 2     | 2          | 1          | 0          | 0          | 1          | 1          | 10   | 7    | 1.429 | 398    | 366    | 1.087  |
| 4   | Colômbia       | 5   | 5     | 2     | 3     | 1          | 0          | 1          | 0          | 0          | 3          | 6    | 11   | 0.545 | 398    | 366    | 1.087  |
| 5   | Venezuela      | 2   | 5     | 1     | 4     | 0          | 0          | 1          | 0          | 0          | 4          | 3    | 14   | 0.214 | 398    | 366    | 1.087  |
| 6   | México         | 2   | 5     | 0     | 5     | 0          | 0          | 0          | 2          | 1          | 2          | 5    | 15   | 0.333 | 398    | 366    | 1.087  |

Resultados
| 17 de junho de 2017 15:00 P2P3 | Porto Rico | 3 — 0             | Colômbia | Coliseo Lolo Fernández, Cañete Público: 500 Árbitro(s): CUB Lurdes Pérez DOM Denny Cespedes |
| 17 de junho de 2017 15:00 P2P3 | 25 28      | Set 1 Set 2 Set 3 | 20 16 26 | Coliseo Lolo Fernández, Cañete Público: 500 Árbitro(s): CUB Lurdes Pérez DOM Denny Cespedes |

| 17 de junho de 2017 17:00 P2P3 | Estados Unidos | 3 — 0             | Venezuela | Coliseo Lolo Fernández, Cañete Público: 800 Árbitro(s): CHI Alejandro Muñoz PER James Castillo |
| 17 de junho de 2017 17:00 P2P3 | 25             | Set 1 Set 2 Set 3 | 9 16 11   | Coliseo Lolo Fernández, Cañete Público: 800 Árbitro(s): CHI Alejandro Muñoz PER James Castillo |

| 17 de junho de 2017 19:15 P2P3 | Argentina | 3 — 1                   | México      | Coliseo Lolo Fernández, Cañete Público: 800 Árbitro(s): CAN Ryan Bunyan TTO Winston Samuel |
| 17 de junho de 2017 19:15 P2P3 | 25 23 25  | Set 1 Set 2 Set 3 Set 4 | 22 20 25 21 | Coliseo Lolo Fernández, Cañete Público: 800 Árbitro(s): CAN Ryan Bunyan TTO Winston Samuel |

| 18 de junho de 2017 15:00 P2P3 | Colômbia | 0— 3              | Estados Unidos | Coliseo Lolo Fernández, Cañete Público: 400 Árbitro(s): TTO Winston Samuel CHI Alejandro Muñoz |
| 18 de junho de 2017 15:00 P2P3 | 8 19 27  | Set 1 Set 2 Set 3 | 25 29          | Coliseo Lolo Fernández, Cañete Público: 400 Árbitro(s): TTO Winston Samuel CHI Alejandro Muñoz |

| 18 de junho de 2017 17:10 P2P3 | Venezuela | 0— 3              | Argentina | Coliseo Lolo Fernández, Cañete Público: 600 Árbitro(s): DOM Denny Cespedes CAN Ryan Bunyan |
| 18 de junho de 2017 17:10 P2P3 | 11 10 20  | Set 1 Set 2 Set 3 | 25        | Coliseo Lolo Fernández, Cañete Público: 600 Árbitro(s): DOM Denny Cespedes CAN Ryan Bunyan |

| 18 de junho de 2017 19:00 P2P3 | México   | 0— 3              | Porto Rico | Coliseo Lolo Fernández, Cañete Público: 700 Árbitro(s): PER James Castillo CUB Lurdes Pérez |
| 18 de junho de 2017 19:00 P2P3 | 18 21 15 | Set 1 Set 2 Set 3 | 25         | Coliseo Lolo Fernández, Cañete Público: 700 Árbitro(s): PER James Castillo CUB Lurdes Pérez |

| 19 de junho de 2017 15:00 P2P3 | Argentina | 3 — 0             | Colômbia | Coliseo Lolo Fernández, Cañete Público: 300 Árbitro(s): CHI Alejandro Muñoz TTO Winston Samuel |
| 19 de junho de 2017 15:00 P2P3 | 25 26     | Set 1 Set 2 Set 3 | 22 24    | Coliseo Lolo Fernández, Cañete Público: 300 Árbitro(s): CHI Alejandro Muñoz TTO Winston Samuel |

| 19 de junho de 2017 17:00 P2P3 | Venezuela      | 3 — 2                         | México        | Coliseo Lolo Fernández, Cañete Público: 600 Árbitro(s): CAN Ryan Bunyan DOM Denny Cespedes |
| 19 de junho de 2017 17:00 P2P3 | 25 23 25 21 15 | Set 1 Set 2 Set 3 Set 4 Set 5 | 22 25 19 25 7 | Coliseo Lolo Fernández, Cañete Público: 600 Árbitro(s): CAN Ryan Bunyan DOM Denny Cespedes |

| 19 de junho de 2017 20:05 P2P3 | Estados Unidos | 3 — 2                         | Porto Rico | Coliseo Lolo Fernández, Cañete Público: 500 Árbitro(s): CUB Lurdes Pérez PER James Castillo |
| 19 de junho de 2017 20:05 P2P3 | 25 23 21 15    | Set 1 Set 2 Set 3 Set 4 Set 5 | 23 25 12   | Coliseo Lolo Fernández, Cañete Público: 500 Árbitro(s): CUB Lurdes Pérez PER James Castillo |

| 20 de junho de 2017 15:00 P2P3 | Colômbia | 3 — 0             | Venezuela | Coliseo Lolo Fernández, Cañete Público: 300 Árbitro(s): CUB Lurdes Pérez CAN Ryan Bunyan |
| 20 de junho de 2017 15:00 P2P3 | 25       | Set 1 Set 2 Set 3 | 15 17 15  | Coliseo Lolo Fernández, Cañete Público: 300 Árbitro(s): CUB Lurdes Pérez CAN Ryan Bunyan |

| 20 de junho de 2017 17:00 P2P3 | México   | 0 —3              | Estados Unidos | Coliseo Lolo Fernández, Cañete Público: 400 Árbitro(s): PER James Castillo TTO Winston Samuel |
| 20 de junho de 2017 17:00 P2P3 | 13 15 13 | Set 1 Set 2 Set 3 | 25             | Coliseo Lolo Fernández, Cañete Público: 400 Árbitro(s): PER James Castillo TTO Winston Samuel |

| 20 de junho de 2017 19:00 P2P3 | Porto Rico | 3 —1                    | Argentina | Coliseo Lolo Fernández, Cañete Público: 700 Árbitro(s): DOM Denny Cespedes CHI Alejandro Muñoz |
| 20 de junho de 2017 19:00 P2P3 | 15 25      | Set 1 Set 2 Set 3 Set 4 | 25 19 21  | Coliseo Lolo Fernández, Cañete Público: 700 Árbitro(s): DOM Denny Cespedes CHI Alejandro Muñoz |

| 21 de junho de 2017 17:00 P2P3 | Venezuela | 0 —3              | Porto Rico | Coliseo Lolo Fernández, Cañete Público: 600 Árbitro(s): CAN Ryan Bunyan TTO Winston Samuel |
| 21 de junho de 2017 17:00 P2P3 | 14 21 16  | Set 1 Set 2 Set 3 | 25         | Coliseo Lolo Fernández, Cañete Público: 600 Árbitro(s): CAN Ryan Bunyan TTO Winston Samuel |

| 21 de junho de 2017 17:00 P2P3 | Colômbia    | 3 —2                          | México      | Coliseo Lolo Fernández, Cañete Público: 400 Árbitro(s): DOM Denny Cespedes CHI Alejandro Muñoz |
| 21 de junho de 2017 17:00 P2P3 | 23 18 25 15 | Set 1 Set 2 Set 3 Set 4 Set 5 | 25 16 20' 9 | Coliseo Lolo Fernández, Cañete Público: 400 Árbitro(s): DOM Denny Cespedes CHI Alejandro Muñoz |

| 21 de junho de 2017 19:00 P2P3 | Argentina | 0 —3              | Estados Unidos | Coliseo Lolo Fernández, Cañete Público: 700 Árbitro(s): PER James Castillo CUB Lurdes Pérez |
| 21 de junho de 2017 19:00 P2P3 | 25 14 23  | Set 1 Set 2 Set 3 | 27 25          | Coliseo Lolo Fernández, Cañete Público: 700 Árbitro(s): PER James Castillo CUB Lurdes Pérez |

## Grupo B
|     |                      |     | Jogos | Jogos | Jogos | Resultados | Resultados | Resultados | Resultados | Resultados | Resultados | Sets | Sets | Sets  | Pontos | Pontos | Pontos |
| Pos | Equipe               | Pts | T     | V     | D     | 3–0        | 3–1        | 3–2        | 2–3        | 1–3        | 0–3        | V    | P    | R     | V      | P      | R      |
| --- | -------------------- | --- | ----- | ----- | ----- | ---------- | ---------- | ---------- | ---------- | ---------- | ---------- | ---- | ---- | ----- | ------ | ------ | ------ |
| 1   | República Dominicana | 15  | 5     | 5     | 0     | 5          | 0          | 0          | 0          | 0          | 0          | 15   | 0    | MAX   | 375    | 265    | 1.415  |
| 2   | Peru                 | 10  | 5     | 3     | 2     | 2          | 1          | 0          | 1          | 0          | 1          | 11   | 7    | 1.571 | 407    | 361    | 1.127  |
| 3   | Cuba                 | 6   | 5     | 2     | 3     | 1          | 1          | 0          | 0          | 0          | 3          | 6    | 10   | 0.600 | 398    | 366    | 1.087  |
| 4   | Canadá               | 8   | 5     | 3     | 2     | 2          | 0          | 1          | 0          | 1          | 1          | 10   | 8    | 1.250 | 383    | 363    | 1.055  |
| 5   | Trinidad e Tobago    | 3   | 5     | 1     | 4     | 1          | 0          | 0          | 0          | 1          | 3          | 4    | 12   | 0.333 | 328    | 385    | 0.852  |
| 6   | Chile                | 0   | 5     | 0     | 5     | 0          | 0          | 0          | 0          | 0          | 5          | 0    | 15   | 0,000 | 232    | 376    | 0.617  |

Resultados
| 17 de junho de 2017 15:10 P2P3 | Trinidad e Tobago | 0 — 3             | República Dominicana | Coliseo Eduardo Dibós, Lima Público: 300 Árbitro(s): USA Brian Hemelgarn COL Fernando Prieto |
| 17 de junho de 2017 15:10 P2P3 | 22 21 20          | Set 1 Set 2 Set 3 | 25                   | Coliseo Eduardo Dibós, Lima Público: 300 Árbitro(s): USA Brian Hemelgarn COL Fernando Prieto |

| 17 de junho de 2017 15:10 P2P3 | Canadá      | 1 — 3                   | Cuba  | Coliseo Eduardo Dibós, Lima Público: 600 Árbitro(s): PER Rócio Huarcaya MEX Luis Macias |
| 17 de junho de 2017 15:10 P2P3 | 25 20 10 22 | Set 1 Set 2 Set 3 Set 4 | 21 25 | Coliseo Eduardo Dibós, Lima Público: 600 Árbitro(s): PER Rócio Huarcaya MEX Luis Macias |

| 17 de junho de 2017 19:50 P2P3 | Peru | 3 — 0             | Chile | Coliseo Eduardo Dibós, Lima Público: 800 Árbitro(s): PUR David Reys ARG Fernando Romano |
| 17 de junho de 2017 19:50 P2P3 | 25   | Set 1 Set 2 Set 3 | 13 12 | Coliseo Eduardo Dibós, Lima Público: 800 Árbitro(s): PUR David Reys ARG Fernando Romano |

| 18 de junho de 2017 14:00 P2P3 | Canadá | 3 — 0             | Trinidad e Tobago | Coliseo Eduardo Dibós, Lima Público: 800 Árbitro(s): COL Fernando Prieto VEN Abrahim Cruces |
| 18 de junho de 2017 14:00 P2P3 | 25     | Set 1 Set 2 Set 3 | 19 12 19          | Coliseo Eduardo Dibós, Lima Público: 800 Árbitro(s): COL Fernando Prieto VEN Abrahim Cruces |

| 18 de junho de 2017 16:10 P2P3 | Chile   | 0 — 3             | República Dominicana | Coliseo Eduardo Dibós, Lima Público: 800 Árbitro(s): ARG Fernando Romano USA Brian Hemelgarn |
| 18 de junho de 2017 16:10 P2P3 | 16 23 9 | Set 1 Set 2 Set 3 | 25                   | Coliseo Eduardo Dibós, Lima Público: 800 Árbitro(s): ARG Fernando Romano USA Brian Hemelgarn |

| 18 de junho de 2017 18:10 P2P3 | Peru | 3 — 0             | Cuba     | Coliseo Eduardo Dibós, Lima Público: 1 800 Árbitro(s): MEX Luis Macias PUR David Reys |
| 18 de junho de 2017 18:10 P2P3 | 25   | Set 1 Set 2 Set 3 | 19 17 21 | Coliseo Eduardo Dibós, Lima Público: 1 800 Árbitro(s): MEX Luis Macias PUR David Reys |

| 19 de junho de 2017 15:00 P2P3 | Cuba | 3 — 0             | Chile    | Coliseo Eduardo Dibós, Lima Público: 100 Árbitro(s): VEN Abrahim Cruces ARG Fernando Romano |
| 19 de junho de 2017 15:00 P2P3 | 25   | Set 1 Set 2 Set 3 | 12 17 19 | Coliseo Eduardo Dibós, Lima Público: 100 Árbitro(s): VEN Abrahim Cruces ARG Fernando Romano |

| 19 de junho de 2017 17:00 P2P3 | República Dominicana | 3 — 0             | Canadá   | Coliseo Eduardo Dibós, Lima Público: 200 Árbitro(s): PUR David Reys PER Rócio Huarcaya |
| 19 de junho de 2017 17:00 P2P3 | 25                   | Set 1 Set 2 Set 3 | 19 11 18 | Coliseo Eduardo Dibós, Lima Público: 200 Árbitro(s): PUR David Reys PER Rócio Huarcaya |

| 19 de junho de 2017 19:05 P2P3 | Peru        | 3 —1                    | Trinidad e Tobago | Coliseo Eduardo Dibós, Lima Público: 600 Árbitro(s): USA Brian Hemelgarn COL Fernando Prieto |
| 19 de junho de 2017 19:05 P2P3 | 25 24 25 25 | Set 1 Set 2 Set 3 Set 4 | 19 26 21 17       | Coliseo Eduardo Dibós, Lima Público: 600 Árbitro(s): USA Brian Hemelgarn COL Fernando Prieto |

| 20 de junho de 2017 15:00 P2P3 | Trinidad e Tobago | 3 — 0             | Chile    | Coliseo Eduardo Dibós, Lima Público: 200 Árbitro(s): PER Rócio Huarcaya VEN Abrahim Cruces |
| 20 de junho de 2017 15:00 P2P3 | 26 25             | Set 1 Set 2 Set 3 | 24 22 15 | Coliseo Eduardo Dibós, Lima Público: 200 Árbitro(s): PER Rócio Huarcaya VEN Abrahim Cruces |

| 20 de junho de 2017 17:15 P2P3 | República Dominicana | 3 — 0             | Cuba     | Coliseo Eduardo Dibós, Lima Público: 1 200 Árbitro(s): PER Rócio Huarcaya VEN Abrahim Cruces |
| 20 de junho de 2017 17:15 P2P3 | 25                   | Set 1 Set 2 Set 3 | 16 17 20 | Coliseo Eduardo Dibós, Lima Público: 1 200 Árbitro(s): PER Rócio Huarcaya VEN Abrahim Cruces |

| 20 de junho de 2017 19:15 P2P3 | Peru        | 2 —3                    | Canadá         | Coliseo Eduardo Dibós, Lima Público: 1 800 Árbitro(s): COL Fernando Prieto USA Brian Hemelgarn |
| 20 de junho de 2017 19:15 P2P3 | 25 22 17 16 | Set 1 Set 2 Set 3 Set 4 | 21 19 25 25 18 | Coliseo Eduardo Dibós, Lima Público: 1 800 Árbitro(s): COL Fernando Prieto USA Brian Hemelgarn |

| 21 de junho de 2017 15:00 P2P3 | Cuba | 3 — 0             | Trinidad e Tobago | Coliseo Eduardo Dibós, Lima Público: 200 Árbitro(s): ARG Fernando Romano VEN Abrahim Cruces |
| 21 de junho de 2017 15:00 P2P3 | 25   | Set 1 Set 2 Set 3 | 14 21             | Coliseo Eduardo Dibós, Lima Público: 200 Árbitro(s): ARG Fernando Romano VEN Abrahim Cruces |

| 21 de junho de 2017 17:00 P2P3 | Chile   | 0 — 3             | Canadá | Coliseo Eduardo Dibós, Lima Público: 1 200 Árbitro(s): USA Brian Hemelgarn PER Rócio Huarcaya |
| 21 de junho de 2017 17:00 P2P3 | 16 12 9 | Set 1 Set 2 Set 3 | 25     | Coliseo Eduardo Dibós, Lima Público: 1 200 Árbitro(s): USA Brian Hemelgarn PER Rócio Huarcaya |

| 21 de junho de 2017 19:03 P2P3 | Peru     | 0 — 3             | República Dominicana | Coliseo Eduardo Dibós, Lima Público: 4 500 Árbitro(s): PUR David Reys MEX Luis Macias |
| 21 de junho de 2017 19:03 P2P3 | 19 16 18 | Set 1 Set 2 Set 3 | 25                   | Coliseo Eduardo Dibós, Lima Público: 4 500 Árbitro(s): PUR David Reys MEX Luis Macias |

## Fase Final

### Décimo primeiro lugar
Resultado
| 23 de junho de 2017 14:00 P2 P3 | México | 3 — 0             | Chile | Coliseo Manuel Bonilla, Lima Público: 100 Árbitro(s): VEN Abrahim Cruces COL Fernando Prieto |
| 23 de junho de 2017 14:00 P2 P3 | 25     | Set 1 Set 2 Set 3 | 19 17 | Coliseo Manuel Bonilla, Lima Público: 100 Árbitro(s): VEN Abrahim Cruces COL Fernando Prieto |

### Classificação do 7º ao 10º lugares
Resultados
| 23 de junho de 2017 16:00 P2P3 | Colômbia | 3 — 0             | Trinidad e Tobago | Coliseo Manuel Bonilla, Lima Público: 100 Árbitro(s): PUR David Reys USA Brian Hemelgarn |
| 23 de junho de 2017 16:00 P2P3 | 25       | Set 1 Set 2 Set 3 | 19 22 17          | Coliseo Manuel Bonilla, Lima Público: 100 Árbitro(s): PUR David Reys USA Brian Hemelgarn |

| 23 de junho de 2017 18:09 P2P3 | Canadá      | 3 — 2                   | Venezuela      | Coliseo Manuel Bonilla, Lima Público: 100 Árbitro(s): ARG Fernando Romano TRI Winston Samuel |
| 23 de junho de 2017 18:09 P2P3 | 21 22 25 15 | Set 1 Set 2 Set 3 Set 4 | 25 25 17 22 10 | Coliseo Manuel Bonilla, Lima Público: 100 Árbitro(s): ARG Fernando Romano TRI Winston Samuel |

### Quartas de final
Resultados
| 23 de junho de 2017 17:00 P2P3 | Porto Rico | 3 — 0             | Cuba     | Coliseo Lolo Fernández, Cañete Público: 1 400 Árbitro(s): PER Rócio Huarcaya MEX Luis Macias |
| 23 de junho de 2017 17:00 P2P3 | 25         | Set 1 Set 2 Set 3 | 23 22 17 | Coliseo Lolo Fernández, Cañete Público: 1 400 Árbitro(s): PER Rócio Huarcaya MEX Luis Macias |

| 23 de junho de 2017 19:10 P2P3 | Peru           | 3 —2                          | Argentina     | Coliseo Lolo Fernández, Cañete Público: 2 500 Árbitro(s): CUB Lourdes Pérez DOM Denny Céspedes |
| 23 de junho de 2017 19:10 P2P3 | 20 25 20 25 15 | Set 1 Set 2 Set 3 Set 4 Set 5 | 25 21 25 19 9 | Coliseo Lolo Fernández, Cañete Público: 2 500 Árbitro(s): CUB Lourdes Pérez DOM Denny Céspedes |

## Nono lugar
Resultado
| 24 de junho de 2017 16:00 P2P3 | Trinidad e Tobago | 3 — 1                   | Venezuela   | Coliseo Manuel Bonilla, Lima Público: 100 Árbitro(s): ARG Fernando Romano COL Fernando Prieto |
| 24 de junho de 2017 16:00 P2P3 | 25 19 25          | Set 1 Set 2 Set 3 Set 4 | 22 17 25 18 | Coliseo Manuel Bonilla, Lima Público: 100 Árbitro(s): ARG Fernando Romano COL Fernando Prieto |

## Classificação do 5º ao 8º lugares
Resultados
| 24 de junho de 2017 18:36 P2P3 | Colômbia    | 1 — 3                   | Cuba     | Coliseo Manuel Bonilla, Lima Público: 50 Árbitro(s): USA Brian Hemelgarn VEN Abrahim Cruces |
| 24 de junho de 2017 18:36 P2P3 | 15 22 25 21 | Set 1 Set 2 Set 3 Set 4 | 25 18 25 | Coliseo Manuel Bonilla, Lima Público: 50 Árbitro(s): USA Brian Hemelgarn VEN Abrahim Cruces |

| 24 de junho de 2017 21:05 P2P3 | Canadá   | 3 — 1                   | Argentina   | Coliseo Manuel Bonilla, Lima Público: 50 Árbitro(s): PUR David Reys PER James Castillo |
| 24 de junho de 2017 21:05 P2P3 | 28 22 25 | Set 1 Set 2 Set 3 Set 4 | 26 25 22 19 | Coliseo Manuel Bonilla, Lima Público: 50 Árbitro(s): PUR David Reys PER James Castillo |

## Semifinais
Resultados
| 24 de junho de 2017 17:00 P2P3 | República Dominicana | 3 — 0             | Porto Rico | Coliseo Lolo Fernández, Cañete Público: 2 800 Árbitro(s): MEX Luis Macias CUB Lourdes Pérez |
| 24 de junho de 2017 17:00 P2P3 | 25                   | Set 1 Set 2 Set 3 | 18 21 19   | Coliseo Lolo Fernández, Cañete Público: 2 800 Árbitro(s): MEX Luis Macias CUB Lourdes Pérez |

| 24 de junho de 2017 19:10 P2P3 | Estados Unidos | 3 — 0             | Peru     | Coliseo Lolo Fernández, Cañete Público: 2 800 Árbitro(s): DOM Denny Céspedes CAN Ryan Bunyan |
| 24 de junho de 2017 19:10 P2P3 | 25 27          | Set 1 Set 2 Set 3 | 14 17 25 | Coliseo Lolo Fernández, Cañete Público: 2 800 Árbitro(s): DOM Denny Céspedes CAN Ryan Bunyan |

## Sétimo lugar
Resultado
| 25 de junho de 2017 14:15 P2P3 | Colômbia       | 3 — 2                         | Argentina     | Coliseo Manuel Bonilla, Lima Público: 100 Árbitro(s): PER James Castillo VEN Abrahim Cruces |
| 25 de junho de 2017 14:15 P2P3 | 25 21 25 20 15 | Set 1 Set 2 Set 3 Set 4 Set 5 | 11 25 19 25 7 | Coliseo Manuel Bonilla, Lima Público: 100 Árbitro(s): PER James Castillo VEN Abrahim Cruces |

## Quinto lugar
Resultado
| 25 de junho de 2017 17:12 P2P3 | Cuba     | 3 — 1                   | Canadá      | Coliseo Manuel Bonilla, Lima Público: 300 Árbitro(s): DOM Denny Céspedes ARG Fernando Romano |
| 25 de junho de 2017 17:12 P2P3 | 25 23 25 | Set 1 Set 2 Set 3 Set 4 | 19 25 17 22 | Coliseo Manuel Bonilla, Lima Público: 300 Árbitro(s): DOM Denny Céspedes ARG Fernando Romano |

## Terceiro lugar
Resultado
| 25 de junho de 2017 15:00 P2P3 | Peru        | 3 — 1                   | Porto Rico  | Coliseo Lolo Fernández, Cañete Público: 1 000 Árbitro(s): DOM Denny Céspedes CUB Lourdes Pérez Céspedes |
| 25 de junho de 2017 15:00 P2P3 | 22 25 25 15 | Set 1 Set 2 Set 3 Set 4 | 25 13 27 25 | Coliseo Lolo Fernández, Cañete Público: 1 000 Árbitro(s): DOM Denny Céspedes CUB Lourdes Pérez Céspedes |

## Final
Resultado
| 25 de junho de 2017 17:45 P2P3 | Estados Unidos | 3 — 1                   | República Dominicana | Coliseo Lolo Fernández, Cañete Público: 1 800 Árbitro(s): MEX Luis Macias PER Rócio Huarcaya |
| 25 de junho de 2017 17:45 P2P3 | 25 19 25 25    | Set 1 Set 2 Set 3 Set 4 | 16 25 20 23          | Coliseo Lolo Fernández, Cañete Público: 1 800 Árbitro(s): MEX Luis Macias PER Rócio Huarcaya |